# Cnemisus
Cnemisus — род жесткокрылых семейства пластинчатоусых, подсемейства афодиинов.

## Описание
Наличник спереди с четырьмя зубцами. Задние бёдра почти одинаковые в длину и ширину, задние голени короткие, с листовидно расширенными шпорами.

## Систематика
В составе рода:
- вид: Cnemisus ahngeri Semenov, 1903
- вид: Cnemisus kaznakovi Semenov, 1903
- вид: Cnemisus kozlovi Semenov, 1903
- вид: Cnemisus rufescens Motschulsky, 1868